# Verstuiver
Een verstuiver is een voorziening om van een vloeistof een nevel te maken. Een verstuiver kan in de volgende toepassingen gevonden worden
- sproeidrogen, een techniek om uit een geconcentreerde oplossing, een vaste stof te verkrijgen.
- common-rail en gewone dieselmotoren, maar ook bij benzine-injectiemotoren, bij het inspuiten van de brandstof.
- bij conventionele benzinemotoren, waar in een carburateur de benzine wordt verneveld.
- bij veel spuitbussen, met of zonder drijfgas.
- bij de landbouw, waar bemestings- en bestrijdingsmiddelen worden verstoven boven de akkers.
- In oliekachels en petroleum- of benzinelampen, om de brandstof te vernevelen.
- In de analytische chemie, bij AES, AAS en ICP-MS
- In de medische praktijk, om bij beademde patiënten verlichtende dampen toe te dienen
- In de praktijk van de grafische kunst, waar met airbrush of fixatiefspuit wordt gewerkt

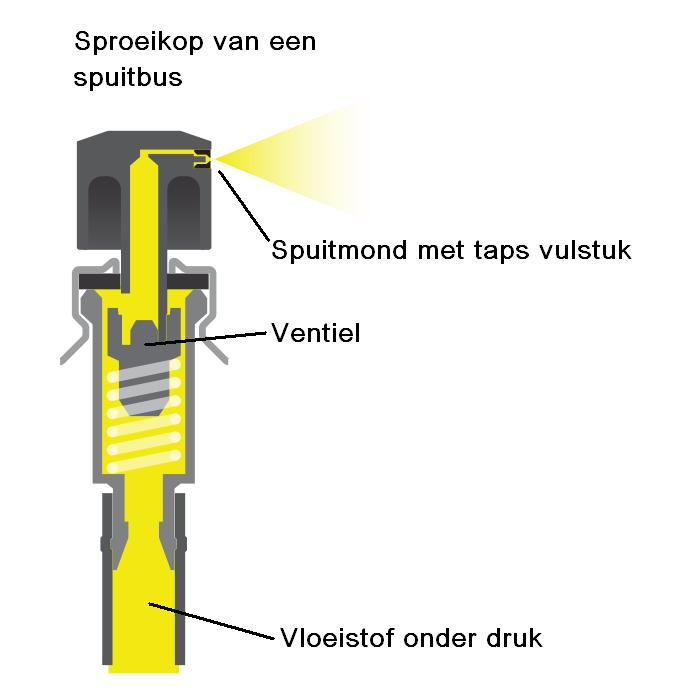
Verstuiver voor een spuitbus. Vloeistof onder druk, met conisch vulstuk

Er zijn twee mogelijkheden om een vloeistof te verstuiven:
Vloeistof onder hoge drukAls vloeistof onder hoge druk door een kleine opening geperst wordt ontstaat een nevel, vooral als het vloeistofkanaal van binnenuit door een conisch of taps stuk materiaal wordt gevuld. Deze techniek wordt toegepast bij brandstofverstuiving in moderne injectiemotoren, de landbouwmachines, de olie- en benzinelamp en het sproeidrogen. Er wordt wel een gas (lucht) gebruikt om de nevel verder te transporteren, maar het gas levert geen bijdrage aan de verstuiving. Afhankelijk van de toepassing zijn de gekozen materialen en afmetingen zeer verschillend; In de landbouw en grote (scheeps-) dieselmotoren gaat het om gaten van een halve tot 2 millimeter, terwijl bij de moderne, zuinige commonrail dieselmotoren het vaak gaat om gaatjes in de orde van micrometers en drukken van 150 tot 250 Megapascal. Men streeft naar doseringen van een enkele microliter per keer!  Materiaalkeuze is zeer belangrijk in deze omstandigheden, men neemt vaak z'n toevlucht tot synthetische halfedelsteen, zoals saffier.

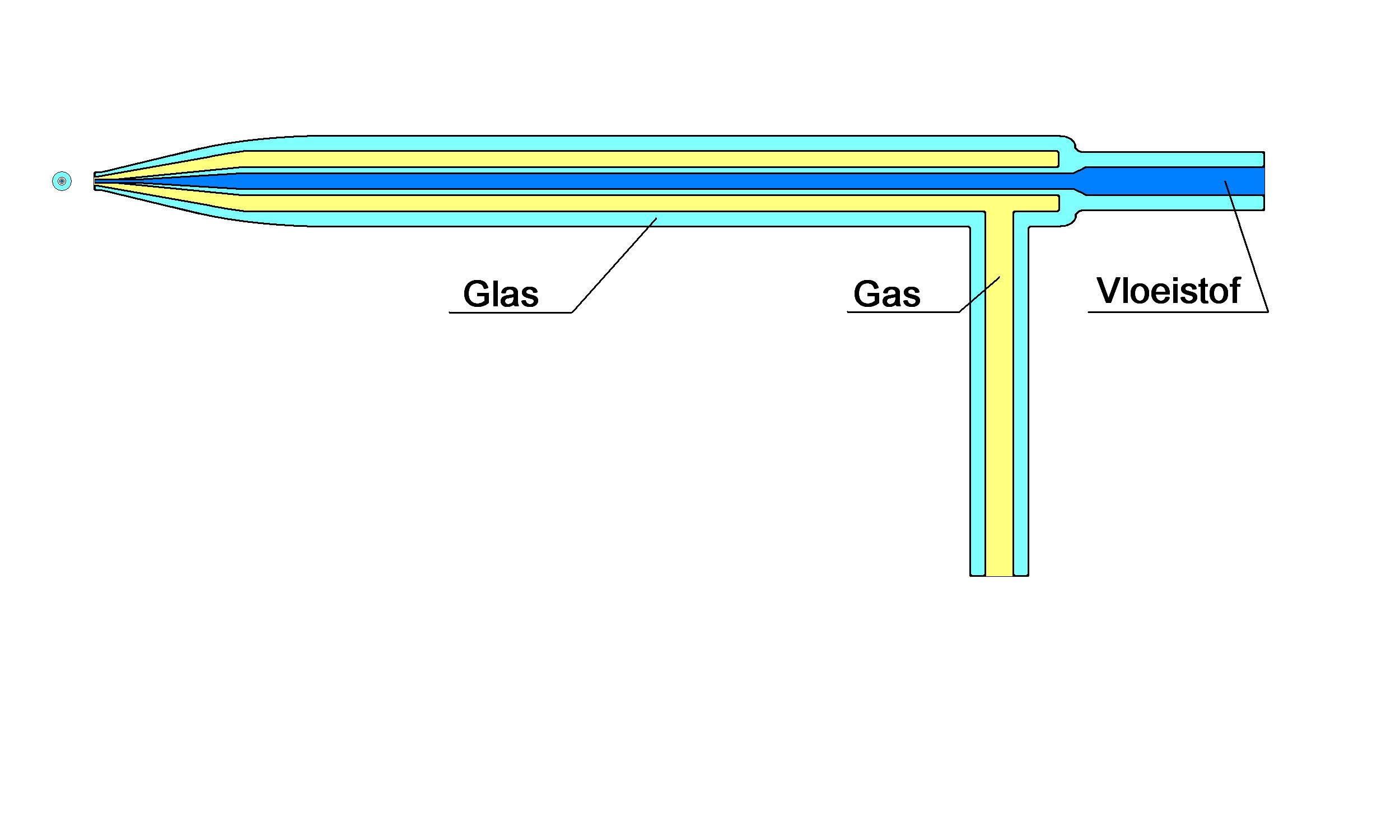
Verstuiver voor ICP en/of ICP-MS. Gasstroom concentrisch om vloeistofstroom

Gas onder (hoge) drukAls gas onder hoge druk vloeistof meezuigt door venturi-werking ontstaat een nevel. Dit gebeurt in de conventionele spuitbus met drijfgas, de conventionele benzinemotoren en de meeste analytische toepassingen. Hierbij zijn twee mogelijkheden:
- Gasstroom is concentrisch ten opzichte van de vloeistof,
- Gasstroom staat loodrecht op vloeistofstroom

In beide gevallen kan de vloeistof aangezogen worden, maar vaker kiest men ervoor om de vloeistof met een precisiepomp, bijvoorbeeld een peristaltische pomp, aan te voeren.